# Mimatossa flavolineata
Mimatossa flavolineata är en skalbaggsart som beskrevs av Stefan von Breuning 1943. Mimatossa flavolineata ingår i släktet Mimatossa och familjen långhorningar. Inga underarter finns listade i Catalogue of Life.